# Ptenochirus
Ptenochirus ist eine Gattung der Flughunde mit drei Arten, die auf den Philippinen vorkommen.
- Der Große Moschusflughund (Ptenochirus jagori) lebt fast im gesamten Staatsgebiet mit Ausnahme von Palawan und kleineren Inseln nordöstlich davon.
- Der Kleine Moschusflughund (Ptenochirus minor) ist auf Mindanao und einigen kleineren Inseln nördlich davon zu finden.
- Der Mindanao-Moschusflughund (Ptenochirus wetmorei) wurde bis 2019 mit der Weißkragen-Altwelt-Fruchtfledermaus (Megaerops albicollis) zu einer Art vereint. Im Handbook of the Mammals of the World sind sie als eigenständige Arten gelistet.[3]

Ptenochirus minor erreicht eine Kopf-Rumpf-Länge von 8,5 bis 10 cm und P. jagori ist mit 9 bis 13 cm Länge etwas größer. Der kurze Schwanz ist 0,4 bis 1,4 cm lang. Die größere Art erreicht ein Gewicht von 60 bis 100 g. Das Fell hat am Rücken eine dunkelbraune Farbe und ist am Bauch etwas heller. Im Gegensatz zur Gattung Cynopterus haben die Tiere nur einen Schneidezahn in den unteren Kieferhälften. Im Oberkiefer gibt es einen voll entwickelten und einen rudimentären Schneidezahn pro Kieferhälfte. Der Mindanao-Moschusflughund ist noch kleiner als Ptenochirus minor.
Diese Flughunde halten sich meist im Regenwald oder in Plantagen auf und fressen Früchte und Blumen. Sie ruhen im dichten Blätterwerk oder in Grotten. In Gebirgen erreichen sie 1300 Meter Meereshöhe.
Nach einer Trächtigkeitsdauer von etwa vier Monaten wird meist ein Jungtier und selten Zwillinge geboren. Diese werden etwa drei Monate gesäugt. Fünf Jahre alte Exemplare wurden registriert, doch vermutlich leben diese Flughunde etwas länger.
Die IUCN listet zwei Arten als nicht gefährdet (Least Concern). Zur dritten Art gibt es noch keine Einschätzungen.